# Jenő Kalmár
Pour les articles homonymes, voir Kalmar (homonymie).
Jenő Kalmár  est un footballeur puis entraîneur hongrois né le 21 mars 1908 à Mocsolád et mort le 13 janvier 1990. Il évoluait au poste d'attaquant.

## Biographie

### En club
Il inscrit plusieurs buts en Division 1 française avec l'équipe de l'Excelsior Roubaix. Il est notamment l'auteur d'un doublé sur la pelouse du FC Sochaux en janvier 1934, puis sur la pelouse de l'Olympique de Marseille en novembre 1936.

### En équipe nationale
International hongrois, il reçoit 15 sélections et inscrit quatre buts en équipe de Hongrie de 1928 à 1932.
Il joue son premier match en équipe nationale le 7 octobre 1928, contre l'Autriche, dans le cadre de la Coupe internationale 1927-1930 (défaite 1-5 à Vienne). Il inscrit son premier but le 8 septembre 1929, contre la Tchécoslovaquie, lors de cette même compétition (score : 0-0 à Vienne).
Il dispute ensuite la Coupe internationale 1931-1932. Il inscrit à cette occasion un but contre la Suisse le 12 avril 1931 (victoire 6-2 à Budapest). Il marque son troisième but le 20 septembre 1931, en amical contre la Tchécoslovaquie (victoire 3-0 à Budapest).
Son dernier match en sélection a lieu le 2 octobre 1932 contre l'Autriche en amical (défaite 2-3 à Budapest), il marque un dernier but lors de cette rencontre.

### Entraîneur
Kálmár entraîne notamment au début des années 1950 le Budapest Honved, composé de grands noms de la génération dorée hongroise : Ferenc Puskás, Zoltán Czibor, Sándor Kocsis, József Bozsik, László Budai, Gyula Lóránt et Gyula Grosics. L'équipe gagnera quatre tires de champion sous sa tutelle.
Après l'insurrection de Budapest, il fuit son pays natal pour s'installer en Espagne tout comme ses anciens joueurs Puskás, Czibor et Kocsis. Il entraîne de nombreux clubs espagnols.
En 1959, il mène le Grenade CF en finale de la Coupe d'Espagne 1959. Il fait également remonter le CD Málaga en 1970 et en 1979.

## Palmarès

### Joueur
Avec le MTK Hungária :
- Champion de Hongrie en 1929
- Vainqueur de la Coupe de Hongrie en 1932

### Entraîneur
Avec le Budapest Honvéd :
- Champion de Hongrie en 1950, 1952, 1954 et 1955
- Finaliste de la Coupe de Hongrie en 1955

Avec le Grenade CF :
- Finaliste de la Coupe d'Espagne en 1959

Avec le CD Málaga
- Vice-champion d'Espagne de Segunda División en 1970 et 1979